# Arneiroz
Arneiroz é um município brasileiro do estado do Ceará. Localiza-se na microrregião do Sertão de Inhamuns. Sua população estimada em 2005 era de 7.633 habitantes. É a terra natal do Padre Antônio Teodósio Nunes.

## Etimologia
O topônimo Arneiroz vem de corruptela de arenaríola do Português da época medieval e significa terreno estéril ou arenoso. Arneiroz é o nome de antiga freguesia de Portugal, no Conselho de Lamego, distrito de Viseu, Províncias de Trás-os-Montes e Alto Douro. Sua denominação original desde sua criação é Arneiroz e não teve nenhuma alteração.

## História
A ocupação do território se iniciou com os indígenas Jucás, de origem Tapuia. 
O povoamento de Arneiroz surge com a chegada de dois irmãos portugueses, o coronel Francisco Alves Feitosa e o comissário-de-cavalaria Lourenço Alves Feitosa no início do século XVIII. Ambos se estabeleceram na localidade hoje conhecida como Barra do Jucá e por lá viveram por diversos anos.

## Política
A administração municipal localiza-se na sede. Tem como Prefeito Municipal Antônio Monteiro Pedrosa Filho (MDB), eleito em novembro de 2020.

## Subdivisão
O município tem vários distritos, entre eles: Arneiroz (sede), Cachoeira de Fora, Novo Horizonte e Planalto. Além de algumas vilas e comunidades pequenas como Abismo, Agrovila, Barra d'Aroeira Campo Preto, Condadú, Lagoa dos Rodrigues, Mucuim, Jordão, Saco da Serra, Serra Verde.

## Geografia

### Clima
Tropical quente semiárido com pluviometria média de 506,3 mm  com chuvas concentradas de janeiro a abril.

### Hidrografia e recursos hídricos
As principais fontes de água são: Rio Jaguaribe; riachos Barbalha, do Peri e do Negro; Açude Arneiroz II.

### Relevo e solos
É composto por maciço residual e depressão sertaneja, tendo as principais elevações: Serra do Arneiroz.

### Vegetação
Composta por Caatinga arbustiva aberta e floresta caducifólia espinhosa.

## Economia
Agricultura: algodão arbóreo e herbáceo, mamona, milho e feijão. Pecuária- rebanho de bovino, suíno, avícola, caprino, ovinocultura(Programa Especial de Fomento). Indústria: 1 (de produtos minerais não metálicos). 
O turismo e turismo religioso são fontes de renda, devido a:
- Nicho antigo de Nossa Senhora

Construído por volta do ano de 1762 para ser a capela principal dedicada a Nossa Senhora, mas por mitos locais e pela proximidade ao Rio Jaguaribe, foi transferida para o lugar onde hoje está. O nicho foi abandonado e hoje restam apenas ruínas, paredes de cerca de 4 metros de altura na Avenida Coronel Virgílio Távora.
- Igreja Matriz e o Cristo Crucificado

Igreja Nossa Senhora da Paz - construída no século XVIII - ainda permanece com seus traços originais do período colonial. Ela representa o marco histórico na cidade de Arneiroz. No seu interior, encontra-se o Cristo Crucificado, de tamanho original, vindo de Portugal no ano de 1766; e pequenas imagens barrocas, também portuguesas de meados da década de 1710.
- Açude Arneiroz II

Quarto maior reservatório de água represada do Ceará.
- Gruta da Marciana - Turismo Religioso

A Gruta fica localizada no Distrito de Planalto. Nesse local, a escrava Marciana, que morreu vítima de castigos, foi enterrada. Ela é considerada pela fé do povo como “A Santa Marciana” na região dos Inhamuns.
O santuário é uma homenagem da comunidade à “Santa”. O local é visitado por pessoas da região e de todo o Estado.

## Cultura
Os principais eventos culturais são:
- Festa da padroeira Nossa Senhora da Paz, que ocorre todos os anos de 30 de agosto a 08 de setembro.
- Festival Internacional dos Inhamuns de Circo, Bonecos e Arte de Rua, sendo uma das três cidades, junto a Crateús e Tauá, sedes desse evento. O Festival conta com a participação de grupos de circo, de bonecos, e arte em geral, do Brasil e de diversos outros países.
- Festa de Sant'Ana: Trata-se de uma Festa Religiosa que leva todos os anos centenas de pessoas a visitarem o distrito Planalto como prova de devoção pela santa, e por Marciana já falada anteriormente, a qual tem seu suposto túmulo nesse lugar.